# Dario Simoni
Dario Simoni (* 1901; † 23. Mai 1984) war ein italoamerikanischer Artdirector und Szenenbildner, der zweimal den Oscar für das beste Szenenbild gewann und weitere zweimal für den Oscar in dieser Kategorie nominiert war.

## Leben
Simoni begann seine Laufbahn als Artdirector und Szenenbildner in der Filmwirtschaft 1949 bei Filmen wie The Small Back Room sowie That Dangerous Age und wirkte bis 1974 an der Herstellung von 34 Filmen mit.
Seinen ersten Oscar für das beste Szenenbild gewann Simoni 1963 mit John Box und John Stoll für den Farbfilm Lawrence von Arabien (1962) von Regisseur David Lean mit Peter O’Toole, Alec Guinness und Anthony Quinn in den Hauptrollen.
Bei der Oscarverleihung 1966 gewann er zum einen mit Box und Terence Marsh seinen zweiten Oscar für das beste Szenenbild in dem Farbfilm Doktor Schiwago (1965) von David Lean mit Omar Sharif, Julie Christie und Alec Guinness, zum anderen erhielt er mit John DeCuir und Jack Martin Smith eine Nominierung für den Oscar in dieser Kategorie für den Historienfilm Michelangelo – Inferno und Ekstase (1965) von Carol Reed mit Charlton Heston, Rex Harrison und Diane Celento in den Hauptrollen.
1968 war er mit DeCuir, Lorenzo Mongiardino, Elven Webb, Giuseppe Mariani und Luigi Gervasi abermals für einen Oscar für das beste Szenenbild nominiert und zwar für Der Widerspenstigen Zähmung (1967) nach dem gleichnamigen Bühnenwerk von William Shakespeare in der Regie von Franco Zeffirelli mit Elizabeth Taylor, Richard Burton und Cyril Cusack.

## Filmografie (Auswahl)
- 1949: The Small Back Room
- 1949: That Dangerous Age
- 1954: Father Brown
- 1956: Checkpoint
- 1957: Der Prinz und die Tänzerin (The Prince and the Showgirl)
- 1965: Michelangelo – Inferno und Ekstase
- 1969: Monte Carlo Rallye
- 1970: Der Brief an den Kreml
- 1974: Gewalt und Leidenschaft

## Auszeichnungen
- 1963: Oscar für das beste Szenenbild in einem Farbfilm
- 1966: Oscar für das beste Szenenbild in einem Farbfilm